# Travestija
Travestija je posmehovanje resnemu literarnemu delu s »preoblačenjem« njegove »vsebine« na komičen način. Ime izvira iz italijanske besede travestire, ki pomeni preobleči. 

## Značilnosti travestije
Travestija na šaljiv, posmehljiv, komičen način preoblikuje vsebino znanega literarnega dela. Ohranja vsebino ter spreminja stil in obliko. Možna je pri vseh zvrsteh in vrstah, vendar je mogoča le, če je njen predmet, »izvirnik«, dovolj široko znan. Sorodna je parodiji. 
Za travestijo je značilno, da ohranja zgodbo kake resne, klasične, vzvišene predloge (navadno epa), ohranja tudi njene junake in razmerja med njimi, spreminja (znižuje) pa njihove socialno-moralne atribute in stilno raven njihove dikcije; mitizirano zgodbo vedno umešča v naslovnikov bližji in sodobnejši svet in jo podomačuje. Staro predlogo travestit tako rekoč »v celoti« igrivo prenese v sodobno okolje, jo familiarizira, popularizira in jo tako osvobodi od kanonskih učinkov (od posvečene resnobnosti, nadčasovnosti, estetske in zgodovinske distance).
Glede na vrsto, zgradbo in način predelovanja predloge je možnosti za travestijo manj kot za parodiranje (težko bi travestirali npr. neko refleksivno štirivrstično pesem in pri tem ohranili zavest o predlogi). 

## Primeri travestij
Ena najbolj znanih travestij v slovenskem literarnem prostoru je delo Ivana Roba Deseti brat, v katerem travestira Jurčičevega Desetega brata. Rob je junakom in junakinjam Jurčičevega romana nadel obleke in navade tridesetih let 20. stoletja. Robova travestija Desetega brata ohranja Jurčičevo vsebino le delno. V svoje besedilo vnaša Jurčičeve osebe, ohranja njihova osebna imena in medsebojna zgodbena razmerja, posodablja pa njihove značaje in dogodke iz Jurčičevega romana, zaplet in razplet – drastično avtorjevo intrigo in njegovo zgodbo – pa si zamišlja po svoje. Svoje postopke, npr. zadrževanje pri liku Krjavlja, parodično utemeljuje s kritiškimi gesli nove stvarnosti in socialnega realizma. Zaprti, idilični kmečko-grajski svet Jurčičevih Slemenic postavi Rob v čas imperialističnega, planetarnega kapitalizma 20. stoletja, estetski in zgodovinski ovoj klasičnega romana prebije z vdorom internacionalnih blagovnih znamk, s primeri iz filmskega, zvezdniškega sveta, z žurnalističnimi aferami, škandali, medijskimi dogodki. Med travestije uvrščamo tudi Vergilovo Eneido.